# Walter Gordon Wilson
Walter Gordon Wilson (* 21. April 1874 in Blackrock, County Dublin; † 1. Juli 1957) war ein britischer Ingenieur.

## Leben
Wilson war Kadett auf der HMS Britannia. Von 1894 bis 1897 besuchte er das King’s College in Cambridge. Ab 1898 arbeitete er gemeinsam mit Percy Sinclair Pilcher und Adrian Verney-Cave, dem späteren Lord Braye, an einem Projekt, einen Flugzeugmotor zu bauen. 1899 starb jedoch Pilcher bei einem Flugunfall. Aufgrund dieses Vorfalls beschäftigte sich Wilson nicht mehr mit dem Flugzeugbau und wandte sich stattdessen dem Bau eines Fahrzeugmotors mit Umlaufrädergetriebe zu. 1904 heiratete Wilson. In den folgenden Jahren war er für das britische Unternehmen Armstrong-Whitworth tätig. Im Ersten Weltkrieg war Wilson erneut für die britische Marine tätig. 1915 entwickelte er gemeinsam mit dem britischen Ingenieur William Tritton den Little Willie. Nach dem Ersten Weltkrieg gründete er mit John Davenport Siddeley das Unternehmen Gears Ltd, das Fahrzeuggetriebe herstellte.
Inwiefern Wilson gemeinsam mit Tritton als Erfinder des Panzers zu sehen ist, wie dies in England angenommen wird, ist umstritten. So versah Ernest Dunlop Swinton 1914/1915  einen Raupenschlepper mit einer gepanzerten Wanne und 1911 entwarf Gunther Burstyn (Österreich-Ungarn) ein gepanzertes „Motorgeschütz“ mit Gleisketten und Kanonen-Drehturm.